# 巴黎古监狱

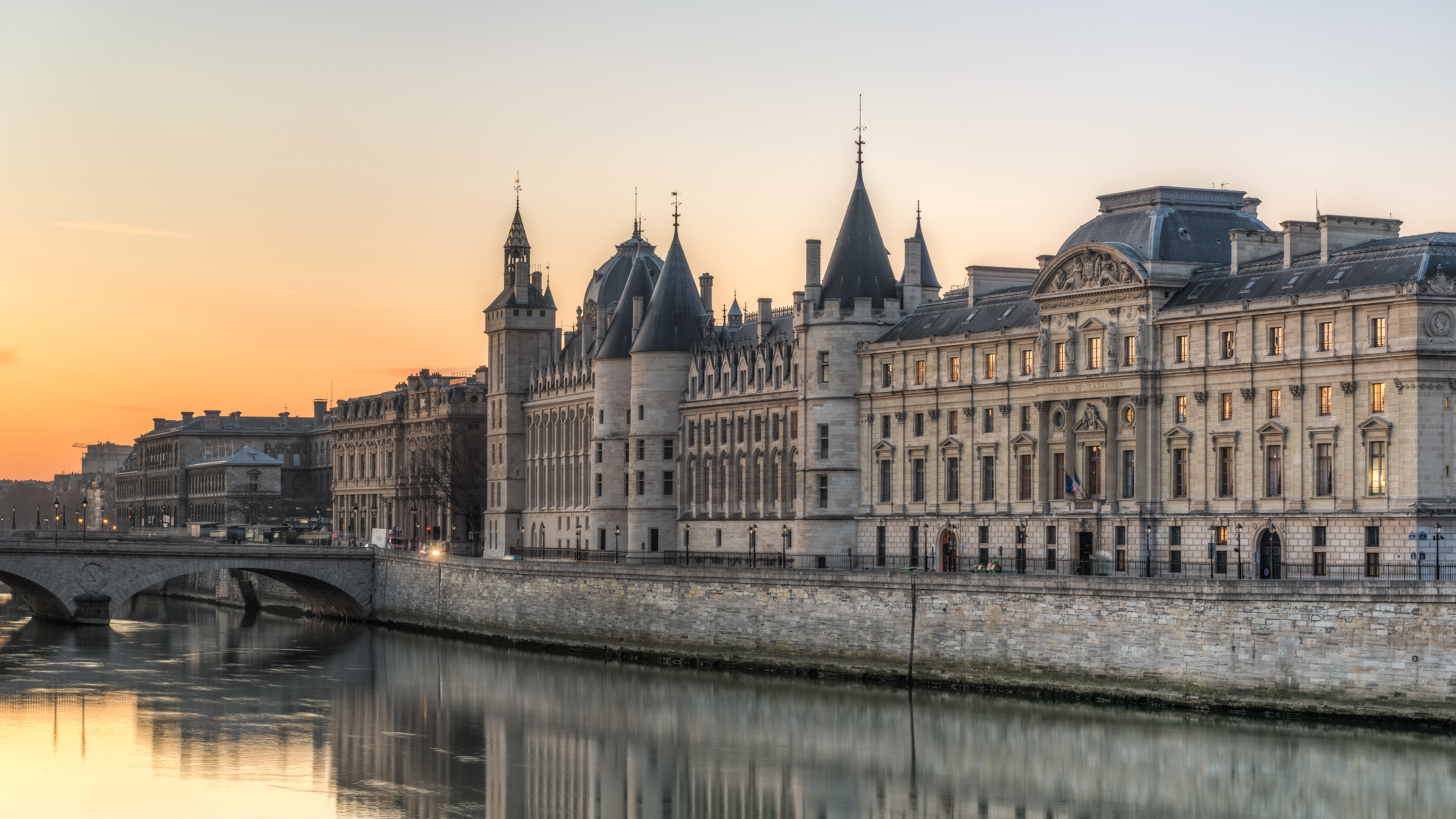
現今的巴黎古监狱

巴黎古监狱（法語：La Conciergerie）是巴黎昔日的王宫和监狱之一，位于巴黎市政厅以西，靠近巴黎圣母院。它是大型建筑群司法宫（Palais de Justice）的一部分。在法国大革命期间，许多囚犯从这里送往巴黎各处上断头台。

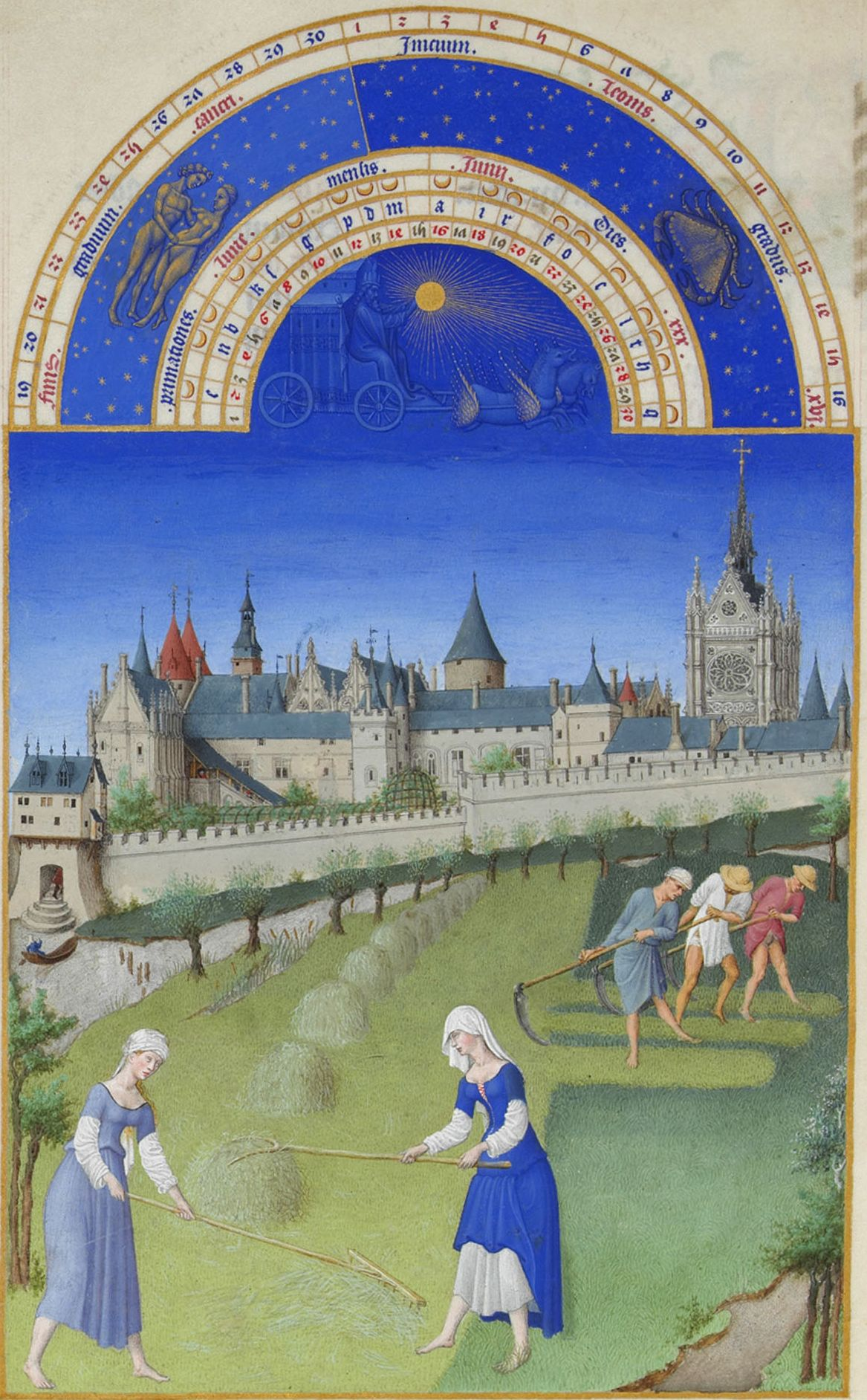
14世纪后期作为王宫

西岱岛的西部曾是墨洛温王朝王宫的所在地；从10世纪到14世纪是中世纪法国国王的王宫。在路易九世（圣路易，1226-1270）和腓力四世（1284–1314）统治时期，墨洛温王朝的王宫得到了扩建，加强了防御功能。 
路易九世增建了皇家礼拜堂圣礼拜堂，而腓力四世增建了河边带塔楼的立面和一个大厅（"Grande-Salle"）。它们都是法国宗教和世俗建筑的精彩实例。大厅是当时欧洲最大的之一，其底层"La salle des gens"保存了下来：长64米，宽27米，高9米。它用作餐厅

在1358年王室放弃了这座宫殿，迁移到对岸的卢浮宫。这座宫殿继续行使行政功能，包括总理和法国议会。1391年，这座建筑改为监狱，关押普通罪犯和政治犯。
古监狱保存了3座中世纪的塔楼：凯撒塔，得名于古罗马皇帝；银塔，用作皇家珠宝店；
在法国大革命最血腥的阶段恐怖统治时期，该监狱享有“断头台前厅”的国际声誉。此处设有革命法庭，关押着多达1200名男女囚犯。1793年4月2日到1795年5月31日之间，设在大厅的法庭将大约2600名囚犯送上了断头台。它的规则很简单。只有两种结果-宣布无罪或判处死刑-在大多数情况下是选择后者。最有名的囚犯（和受害者）包括王后玛丽·安托瓦内特、诗人安德烈·舍尼埃、夏绿蒂·科黛、夫人伊丽莎白公主、杜巴利伯爵夫人，被乔治·雅克·丹敦控诉的吉伦特派，然后是被罗伯斯庇尔控诉的乔治·雅克·丹敦，最后是罗伯斯庇尔自己受到控诉和处死。死刑犯前往囚车要穿过圣路易室，获得“注定室”（Salle des Perdus）的绰号。
19世纪波旁王朝复辟以后，此处继续用作关押重要囚犯的监狱 — 最著名的是日后的拿破仑三世。玛丽·安托瓦内特的囚室改建为供奉她的礼拜堂。古监狱和司法宫在19世纪中叶进行了重建。虽然这座建筑看来像中世纪堡垒，其实主要完成于1858年。
该监狱在1914年退役，作为国家历史遗迹向公众开放。今天这里是一个热门景点，但是只有一小部分向游客开放-大部分仍用于巴黎法院。